# 徳島県道226号津慈広島線
徳島県道226号津慈広島線（とくしまけんどう226ごう つじひろしません）は、徳島県鳴門市から板野郡松茂町に至る県道である。

## 概要
鳴門市大麻町津慈から板野郡松茂町広島に至る。

### 路線データ
- 起点：鳴門市大麻町津慈（徳島県道41号徳島北灘線交点）
- 終点：板野郡松茂町広島（徳島県道220号川内大代線交点）
- 総延長：7,677 m[1]
- 実延長：7,140 m[1]
- 重用区間：537 m[1]

## 歴史
- 1959年（昭和34年）1月31日 - 徳島県道83号津慈広島線として認定。
- 1972年（昭和47年）3月10日 - 現在の徳島県道226号として再認定。

## 路線状況

### 重複区間
- 徳島県道167号北島池谷停車場線（鳴門市大麻町市場）

## 地理

### 通過する自治体
- 徳島県
  - 鳴門市 - 板野郡松茂町

### 交差する道路
| 交差する道路                               | 市町村名 | 市町村名 | 交差する場所 | 交差する場所 |
| ------------------------------------------ | -------- | -------- | ------------ | ------------ |
| 徳島県道41号徳島北灘線                     | 鳴門市   | 鳴門市   | 大麻町津慈   | 起点         |
| 徳島県道167号北島池谷停車場線 重複区間起点 | 鳴門市   | 鳴門市   | 大麻町市場   |              |
| 徳島県道167号北島池谷停車場線 重複区間終点 | 鳴門市   | 鳴門市   | 大麻町市場   |              |
| 徳島県道227号大麻北村線                    | 鳴門市   | 鳴門市   | 大麻町西馬詰 |              |
| 徳島県道39号徳島鳴門線                     | 鳴門市   | 鳴門市   | 大麻町牛屋島 |              |
| 徳島県道40号徳島空港線                     | 板野郡   | 松茂町   | 中喜来       | [ 注釈 1 ]   |
| 国道11号                                   | 板野郡   | 松茂町   | 広島         | [ 注釈 2 ]   |
| 徳島県道220号川内大代線                    | 板野郡   | 松茂町   | 広島         | 終点         |

### 交差する鉄道
- 高徳線

### 沿線
- 旧吉野川
- 鳴門市堀江南小学校
- 松茂町立喜来小学校